# Imma otoptera
Imma otoptera är en fjärilsart som beskrevs av Edward Meyrick 1906. Imma otoptera ingår i släktet Imma och familjen Immidae. Inga underarter finns listade i Catalogue of Life.